# Romanivka, Terebovlea
Romanivka (în ucraineană Романівка) este o comună în raionul Terebovlea, regiunea Ternopil, Ucraina, formată numai din satul de reședință.

## Demografie
Componența lingvistică a comunei Romanivka
     Ucraineană (100%)
Conform recensământului din 2001, toată populația comunei Romanivka era vorbitoare de ucraineană (100%).

## Personalități născute aici
- Mîhailo Boiciuk (1882 - 1937), pictor.